# Borgarnes
Borgarnes er en by på et lille næs på nordsiden af fjorden Borgarfjörður i Island. I byen bor 1.875 mennesker (2015), og den ligger cirka 60 km nord for landets hovedstad, Reykjavík. Den er forbundet med resten af Island med den næstlængste bro i landet, Borgarfjarðarbrú. Borgarnes er den største by i kommunen Borgarbyggð.

## Historie
Borgarnes er første gang omtalt i Egils saga, men her kaldes den Digranes. Den første bosætter, der slog sig ned her, hed Grani og var med om bord på båden, der bragte Skalla-Grímr, den første herremand i området, til Borgarfjörður-området. Der er imidlertid ingen historisk viden om beboere i Borgarnes-området fra Granis tid til det 19. århundrede.
Kort efter, at Island slap af med det danske handelsmonopol, var der et stort behov for en handelsplads i området, og kong Frederik 7. gav Borgarnes bemyndigelse til at blive handelsplads i 1861.
Den første større bygning i Borgarnes var konservesfabrikken, der blev opført i 1857, men revet ned nogle år senere. Der blev opført en handelsbygning i 1877, og få år senere begyndte bosættelsen i området for alvor.
I 1913 blev Borgarnes officielt en by kaldet Borgarneshreppur, hvilket skiftede til Borgarnesbær. I 1987 blev denne by forenet med Hraunhreppur, Norðurárdalshreppur og Stafholtstungnahreppur til kommunen Borgarbyggð, som brugte Borgarnes' bysegl og kontorer. I 1998 blev Álftaneshreppur, Borgarhreppur og Þverárhlíðarhreppur også lagt ind under Borgarbyggð.

## Økonomi
Kaupfélag Borgfirðinga (KB) blev grundlagt i 1904 som et gensidigt selskab. Det var den største arbejdsplads i Borgarnes i det 20. århundrede. Som en række andre gensidige selskaber i Island havde KB butikker, supermarkeder, benzinstationer, et slagteri, et mejeri, et bageri osv. under sig. KB havde også aktier i andre fabrikker og virksomheder, både i Borgarnes og over det øvrige Island. Mod slutningen af det 20. århundrede begyndte KB's finansielle kraft og status at falde, og det blev ændret til et holdingselskab kaldet KB Borgarnesi EHF. KB's logo og navn er siden 2005 ikke længere i brug inden for det, der er tilbage af det oprindelige firmas selskaber.
Borgarnes er centrum for handel for en stor del af det vestlige Island. Byens økonomi er primært baseret på serviceydelser for folk, der rejser til Reykjavík, landmænd og sommerhusejere i oplandet.

### Transport
Den næstlængste bro i Island, Borgarfjarðarbrú, forbinder Borgarnes til Hringvegur, ringvejen rundt langs Islands kyst og dermed med resten af landet. Havnen i Borgarnes har ikke været brugt til transport i mange år, så al transport til og fra byen foregår ad landevejen.

## Fritid
Skallagrímur er byens største idrætsklub og har blandt andet badminton, basketball, fodbold og svømning på programmet. Der findes desuden en sportsklub for folk med handicap samt en golfklub, foruden endnu en fodboldklub, Mýgrútur FC.
Byen rummer et lokalmuseum, der har udstillinger om de første bebyggelser på stedet samt om Egils saga. Det åbnede i 2006. Et andet museum, Museum Borgarfjörður, indeholder en udstilling, der viser forholdene for børn i Island gennem det 20. århundrede. Desuden kan man finde Bjössaróló Park i byen; det er en slags byggelegeplads skabt af drivtømmer og andet affald og har derved både et rekreativt og et pædagogisk sigte, idet børnene kan lære om genbrug på stedet.